# قصف كاتير يورت
قصف كاتير يورت، في 4 فبراير 2000 قصفت القوات الروسية قرية كاتير - يورت وقافلة للاجئين ترفع الأعلام البيضاء في محاولة لوقف القوات الشيشانية الانفصالية من غروزني، مما أسفر عن مقتل أو إصابة مئات الأشخاص. سبق أن قصف الروس القرية عام 1995 و1996.